# Hunt: Showdown 1896
Hunt: Showdown 1896 (früher bekannt als Hunt: Showdown) ist ein Ego-Shooter in einem Fantasy-Western-Szenario. Das 2019 veröffentlichte Spiel wurde vom deutschen Unternehmen Crytek entwickelt und veröffentlicht.

## Handlung
Hunt: Showdown spielt 1895 (ab der Umbenennung zu Hunt: Showdown 1896 im Jahre 1896), in einem Fantasy-Western-Szenario in den Bayous Louisianas. Aus dieser Zeit stammen auch das – mehr oder weniger authentische – Waffenarsenal und die Ausrüstungsgegenstände. Eine mysteriöse Krankheit ist in Louisiana ausgebrochen und hat alle Einwohner in Zombies und Monster verschiedenster Art verwandelt. Man erfährt durch das Freischalten der Einträge in der Bibliothek, dass sich solche Seuchen bereits früher auf der Welt zugetragen haben. Hinter diesen Seuchen steckt jedoch keine biologische Ursache, sondern eine unbekannte, nicht näher identifizierte Macht namens Der Bildhauer. Um wen oder was es sich dabei handelt, bleibt offen. Als Reaktion auf den Ausbruch der Seuche in den Bayous gründet ein Mann namens Philipp Huff Jones daraufhin die AHA (American Hunter Association), eine lose Kopfgeldjäger-Vereinigung, die sich das Ziel setzt, die Seuche und ihren Drahtzieher aufzuhalten. Bei den Kopfgeldjägern (kurz „Jäger“ genannt, engl.: Hunter) handelt es sich in aller Regel um spirituell veranlagte Menschen, welche mittels der auch im Spiel vorkommenden Schattensicht die Monster ausfindig machen können und diese anschließend bekämpfen. Die AHA zerfällt mit der Zeit jedoch zunehmend und die Jäger beginnen, sich auch gegenseitig zu töten, um zusätzliche Kopfgelder einzukassieren oder fallen Tod und Wahnsinn anheim.

## Spielprinzip
Im Spielmodus Kopfgeldjagd spielen wahlweise Solo-Spieler, Duos oder Trios mit bis zu zwölf Spielern auf einer Karte gegeneinander. Der Spieler kann zuvor seinen Jäger beliebig ausrüsten, sofern er die Waffen oder Ausrüstungsgegenstände freigeschaltet hat. Dabei zahlt er mit den sogenannten Hunt Dollar, einer kostenlosen Ingame-Währung, die er durchs Spielen verdienen kann. Ziel der Kopfgeldjagd ist es, mittels Hinweisen den Aufenthaltsort der Bossmonster zu finden, diese auszuschalten und anschließend zu verbannen. Aktuell gibt es vier „große“ Bosskreaturen, und zwei „kleine“ Bosskreaturen, sogenannte „Wild targets“, die sich in Aussehen, Verhalten, Schwächen und Bewaffnung unterscheiden. Es können bis zu zwei Bosskreaturen in einer Mission existieren, wobei es immer eine „große“ gibt. Bei den großen Bossmonstern können die Jäger nach Verbannung zwei Trophäen oder „Bounties“ erhalten, bei den kleinen lediglich eine Bounty, wobei die Verbannung bei diesen auch weniger Zeit in Anspruch nimmt. Ist die Verbannung abgeschlossen, hinterlässt der Boss also eine oder zwei Trophäen, abhängig davon, um welches Bossmonster es sich handelt, von welchen ein Spieler stets nur eine pro Bossmonster mitnehmen kann. Solange ein Jäger eine Trophäe besitzt, hat er Zugriff auf 5 Sekunden Schattensicht-boost, mit dem feindliche Jäger auch durch Wände und andere Hindernisse sichtbar sind, sowie den „Instinkt“, der beliebig oft und lange genutzt werden kann und einem verrät, ob sich gegnerische Jäger in der Nähe befinden. Auf der anderen Seite werden Jäger mit Trophäen allen anderen Jägern auf der Karte und in der Schattensicht grob markiert. Anschließend ist es das Ziel, mit der Trophäe von der Karte zu entkommen, um am Ende der Mission Kopfgelder und Erfahrungspunkte zu erhalten, mit welchen die Jäger aufgewertet werden können. Tötet man einen Jäger, der eine Trophäe besitzt, kann man diese an sich nehmen und selbst damit entkommen. Aufgrund der Permadeath-Mechanik sind im Spiel getötete Jäger für den Spieler verloren, wenn sie nicht innerhalb eines Matches von Teamkameraden gerettet werden. Durch den realistisch hohen Waffenschaden im Spiel kann ein über mehrere Matches aufgewerteter Jäger durch einen einzelnen Fehler verloren gehen.
Im Schnellspiel „Seelenüberlebender“ tritt der Spieler alleine gegen bis zu elf andere Spieler an. Hier muss er bis zu vier sogenannte Risse finden und schließen, woraufhin er, wenn ihm dies als Erster gelingt, überleben muss, bis die Zeit abläuft oder alle anderen Spieler umkommen. Der Spieler wird dabei entsprechend markiert und kann sich nur in einem Radius von 200 Metern bewegen, während ihn die restlichen Mitspieler versuchen auszuschalten. Gelingt es einem Spieler, den Inhaber der sogenannten Heilquelle auszuschalten, so wird er markiert, bis am Ende nur noch ein Spieler übrig bleibt (Reise-nach-Jerusalem-Prinzip). Im Gegensatz zur Kopfgeldjagd hat der Spieler keine Möglichkeit, seinen Jäger zuvor auszurüsten, sondern muss dies im Spiel mit gefundenen Waffen und Ausrüstungsgegenständen tun.
Im Verlauf des Spiels kann der Spieler verschiedene Einträge über die Waffen, Kreaturen und die Hintergründe der Handlung sammeln, die im Menüabschnitt Bibliothek einsehbar sind. Der Spieler muss sich die Handlung durch das Freischalten der Einträge selbst erschließen, oder aber auch durch den Kauf von kostenpflichtigen Spielinhalten wie Skins für Waffen oder sogenannten Legendären Jägern.

## Entwicklungsgeschichte
Hunt: Showdown wurde ursprünglich als Hunt: Horrors of the Gilded Age im Jahr 2014 angekündigt. Es wurde anfangs von Crytek USA in Austin, Texas, als Third-Person-Koop-Spiel für bis zu vier Spieler entwickelt. Im Zuge von Finanzschwierigkeiten wurde die Entwicklung in den USA jedoch eingestellt und an die deutsche Zentrale in Frankfurt am Main verlagert. Dort wurde der Titel als PvP-Ego-Shooter neu konzipiert. Aus dem ursprünglichen Spiel wurde lediglich die Monsterjagd im Fantasy-Western-Setting beibehalten. Im Mai 2017 wurde Hunt: Showdown angekündigt und im August 2019 veröffentlicht. Im August 2024 wurde das Spiel in Hunt: Showdown 1896 umbenannt und mit einer überarbeiteten Engine und anderen Verbesserungen neu veröffentlicht.
Einige historische Waffen mussten aus lizenzrechtlichen Gründen umbenannt werden.

## Rezeption
Metacritic aggregierte 23 Presse-Wertungen der PC-Version zu 81 von 100 Punkten.
GameStar bewertete die PC-Version mit 89 %. „Hunt: Showdown ist ein hervorragendes Spiel geworden, [...] [das] PvE- und PvP-Elemente auf ungewöhnliche Weise miteinander kombiniert.“ Im Spieltest zeigten sich zu lange Wartezeiten beim Ausschalten einiger Gegner. „Diese elende Verbannung dauert […] geschlagene drei Minuten - in denen die Gegenspieler genau sehen, wo wir uns auf der Karte befinden.“
4Players vergab 85 % für die PC-Version. Urteil: „Hunt: Showdown ist nichts für jene, die nur zwischendurch in einem Online-Spiel ballern wollen. Dazu dauert das Freischalten aller Fähigkeiten zu lange und dazu segnet man auch zu schnell das Zeitliche. Aber die Beutejagd ist ein hervorragender kompetitiver Shooter für alle, die sich intensiver damit beschäftigen wollen.“

### Auszeichnungen
- 2022: Deutscher Computerspielpreis als „Bestes Live Game“[9]